# Progoniada simplex
Progoniada simplex är en ringmaskart som beskrevs av Hartman 1971. Progoniada simplex ingår i släktet Progoniada och familjen Goniadidae. Inga underarter finns listade i Catalogue of Life.